# Saluda
El Saluda es un tipo de documento institucional, cordial aunque bastante formalizado. 
El saluda consta de tres partes: el primero, compuesto por el nombre, el cargo y los datos profesionales del remitente; la palabra "Saluda", en un tipo de letra más amplio que lo anterior, y destacada en párrafo aparte; y un tercer apartado en el que se incluye el nombre del destinatario (si es un saluda individual; en el caso de que sea colectivo, el nombre simplemente se suprime) y se le presenta alguna información o invitación, motivo real de la misiva. Además, se puede incluir una despedida final, más personal, en caso de que incluya una relación más cercana entre remitente y destinatario.
La estructura del documento sería por tanto la siguiente:

Cargo del remitente (tamaño medio, centrado)

Saluda (tamaño grande, centrado)

a Nombre del destinatario (tamaño normal, justificado)

y... (lo que se tenga que añadir: le invita a asistir a... / le informa de que... )

 Nombre y apellidos del remitente (nunca firma, en tamaño medio, centrado)

aprovecha gustoso la presente para ofrecerle su consideración más distinguida.

Lugar, Fecha

En el caso de los "saluda" se suele cuidar especialmente la presentación, ya que se trata de un tipo de texto de cortesía que las empresas e instituciones emplean con personas con quienes mantienen (o quieren mantener) una relación amistosa.
- Datos: Q6117592